# Vlag van Malakka

Vlag van Malakka

De vlag van Malakka is in twee banen boven elkaar verdeeld, heeft een ratio van 1:2 en de vier kleuren er in zijn ontleend aan de vlag van Maleisië. Er staan linksboven een gele halve maan en een vijfpuntige ster in een verder blauw vlak en rechts ervan een rood vlak. De halve maan en de ster staan voor de islam. De onderste helft is geheel wit. Malakka is een staat van Maleisië en ligt aan de Straat Malakka.
De vlag is in 1957 officieel aangenomen.

## Geschiedenis

Straits Settlements (1904–1925)
Straits Settlements (1925–1946)
Kroonkolonie Malakka (1951-1957)